# Язгулемский ледник
Язгулемский ледник (ледник Мазардара) (по названию реки Язгулем (Мазардара), в истоках которой находится ледник) — долинный ледник на Западном Памире (Таджикистан, Горно-Бадахшанская автономная область).
Расположен на северном склоне Язгулемского хребта, в истоках реки Язгулем.
Длина (до верховьев фирновой зоны) 19,5 км, площадь 25,5 км² (в том числе около 2 км² — мёртвый лёд). Ледник заканчивается на высоте 3600 м.